# 城陽市立古川小学校
城陽市立古川小学校（じょうようしりつ ふるかわしょうがっこう）は、京都府城陽市上津屋にある公立小学校。

## 概要
城陽市北西部（旧久津川村の西半分）を校区とする小学校である。1974年（昭和49年）4月、過密状態であった久津川小学校から分離・開校した。校名は学校横を流れる古川に由来する。城陽市北西部に位置するため、久世郡久御山町・八幡市との市町境も近い。

## 沿革
- 1974年（昭和49年）4月 - 城陽市立久津川小学校より分離・開校
- 1978年（昭和53年）4月 - 校舎の手抜き建築が発覚し、建て替えにより現校舎竣工・使用開始
- 1980年（昭和55年）4月 - 校区の区域変更、現校区となる
- 1985年（昭和60年）12月 - 学校環境緑化の推進
- 1993年（平成5年）12月 - 温蔵庫を設置
- 1998年（平成10年）4月 - 焼却炉廃止に伴いシュレッダーを設置
- 1998年（平成10年）8月 - 特別教室の一部にエアコンを設置
- 2000年（平成12年）8月 - 古川小学校大規模改造工事（その1）及び耐震補強工事が完成
- 2001年（平成13年）9月 - 古川小学校大規模改造工事（その2）が完成
- 2002年（平成14年）3月 - 防犯システムを設置
- 2004年（平成16年）3月 - 普通教室に緊急通報システムを設置
- 2006年（平成18年）10月 - 体育館大規模改造・耐震補強工事が完成
- 2007年（平成19年）4月 - AED（自動体外式除細動器）を設置
- 2008年（平成20年）1月 - 「放課後子ども教室」を開設
- 2017年（平成29年）5月 - エアコン設置工事が竣工

## 主なデータ

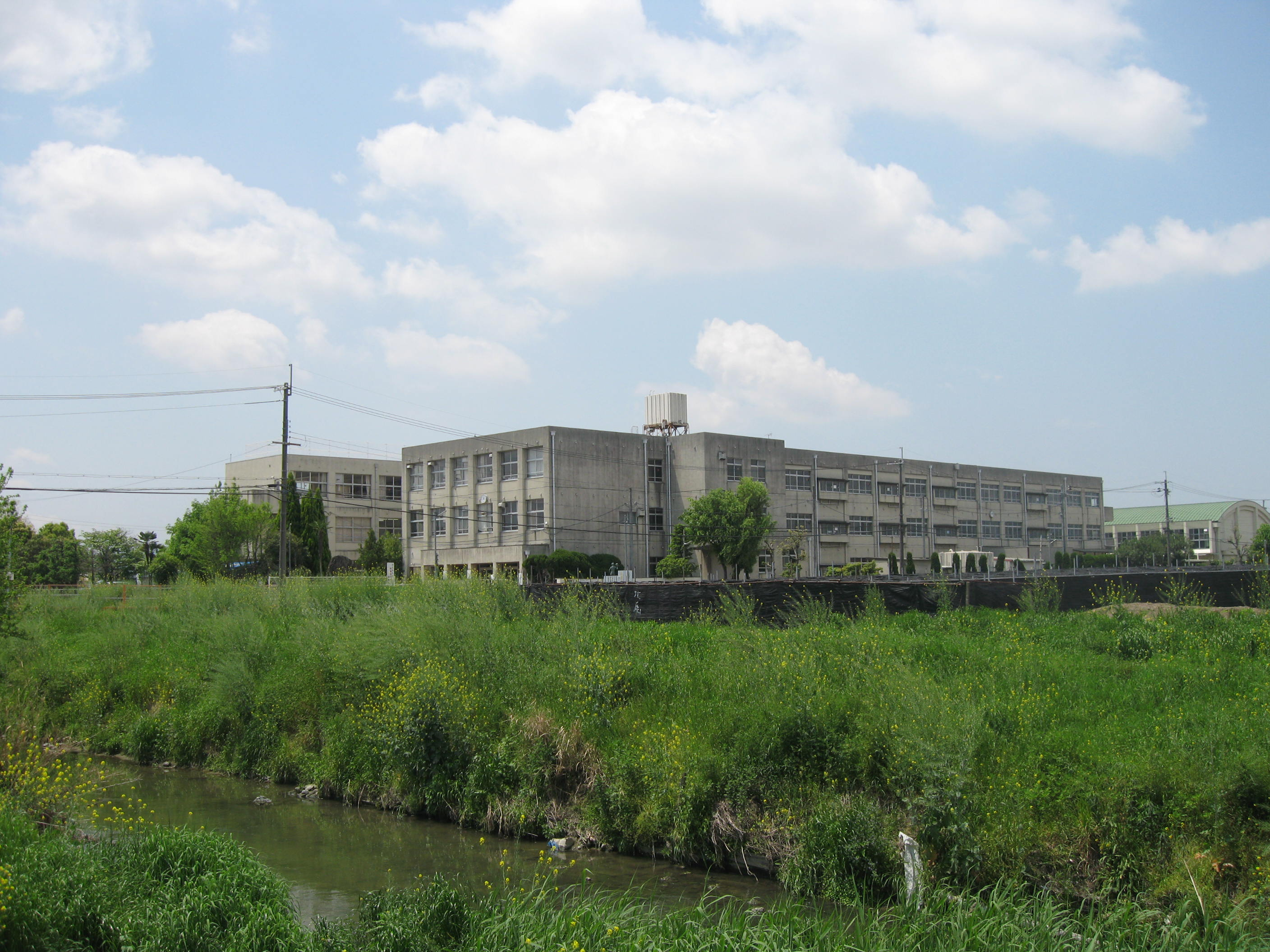
校名の由来となった古川（手前）。

- 敷地面積：16,409㎡（市立小学校第4位）
- グラウンド面積：6,783㎡（市立小学校第4位）

## 主な指定研究
- 平成20～22年度 京都府小学校教育研究会生活科研究協力校

## 通学区域
- 城陽市[1]
  - 久世（荒内、外島、八丁の全部、里ノ西の一部）、平川（西六反、浜道裏の全部、大将軍、中道表、長筬、広田の一部）、上津屋（全域）

## 主な進学先
- 城陽市立北城陽中学校[1]

## 周辺
- 京都きづ川病院 - 古川をはさんで、敷地が隣接。
- 古川
- 嫁付川
  - 嫁付川は、本校付近で古川に合流する。
- 上津屋幼児公園
- 木津川
- このほか、中小規模の工場も点在する。

## 交通
- 近鉄京都線久津川駅下車後、西へ約1.6km・約24分。

## 通学区域が隣接している学校
- 城陽市立久津川小学校
- 城陽市立寺田西小学校
- 八幡市立有都小学校
- 久御山町立佐山小学校
- 宇治市立平盛小学校
- 宇治市立西大久保小学校